# Morgan Sports
Morgan Sports – trójkołowy samochód sportowy produkowany przez brytyjska firmę Morgan Motor Company w latach 1931–1934. Wyposażony był on w otwarte nadwozie i składany dach. Samochód był napędzany przez silnik o pojemności 1,0 l. 

## Dane techniczne
- Silnik: R2 1,0 l (990 cm³)
- Układ zasilania: b.d.
- Średnica × skok tłoka: b.d.
- Stopień sprężania: b.d.
- Moc maksymalna: 32 KM (23 kW)
- Maksymalny moment obrotowy: b.d.
- Prędkość maksymalna: b.d.